# Гвоздьове
Гвоздьо́ве — село в Україні, у Валківській міській громаді Богодухівського району Харківської області. Населення становить 21 осіб. До 2020 орган місцевого самоврядування — Високопільська сільська рада.

## Географія

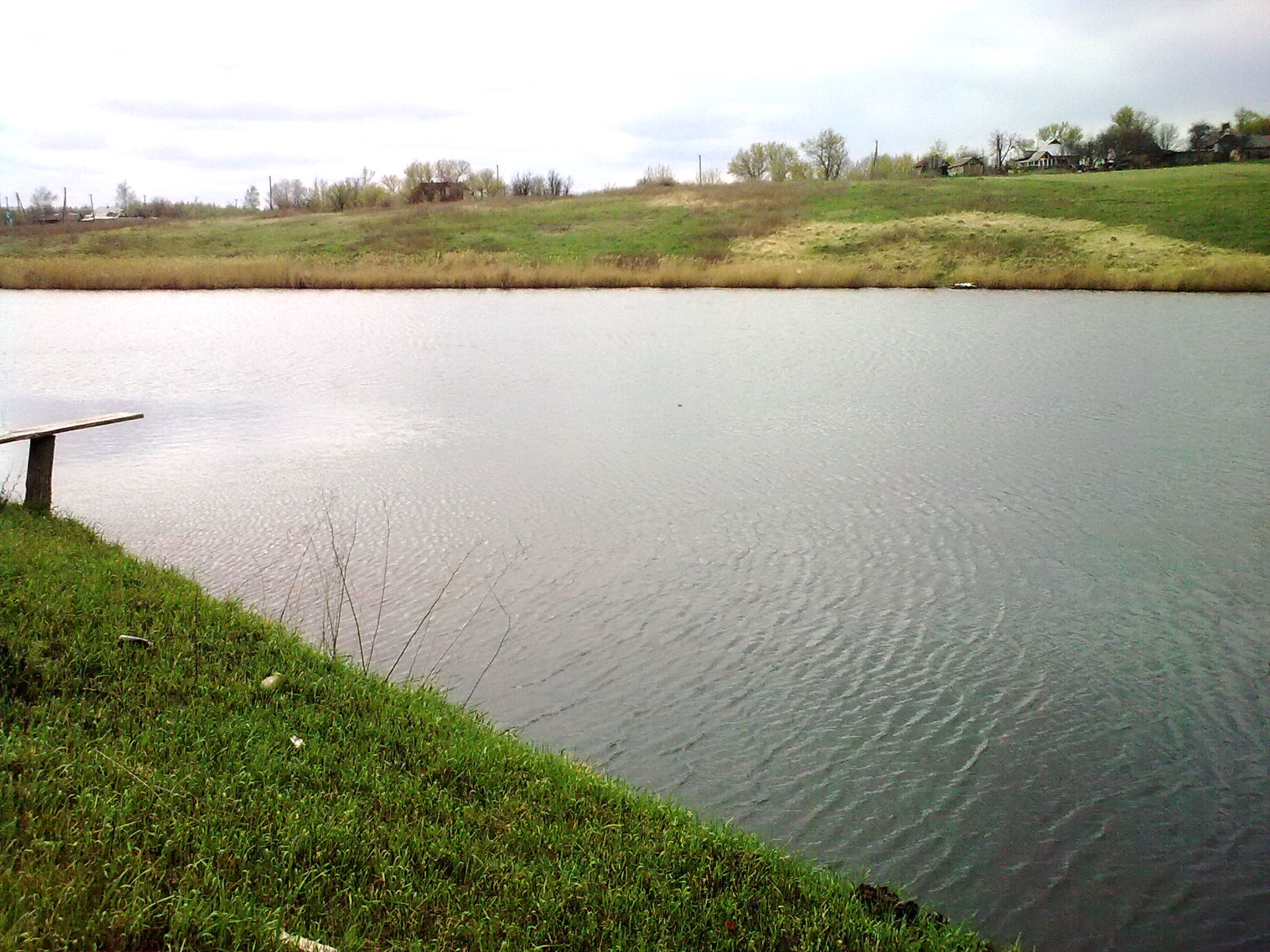
Вид на село з боку Високопілля

Село знаходиться на правому березі річки Коломак між селом Високопілля та смт. Коломак.
Через село проходить вузькоколійна залізниця від станції Водяна Південної залізниці до Новоіванівського цукрового заводу. Поруч із селом великий лісовий масив урочище Хмелеве (дуб). Вище по течії за 1 км — колишнє село Вовче.

## Історія
В минулому поселення називалось «Чернецький хутір».
Сучасна назва виникла по імені власника земель пана Гвоздева.
До початку німецько-радянської війни хутір налічував 66 дворів, з яких після окупації залишилось два.
В повоєнні роки в селі збудована початкова школа, клуб, відновлена робота колгоспу «Дніпрельстан».
На 1 січня 1985 року в селі налічувалось 36 дворів, у яких проживало 64 жителя.
12 червня 2020 року, розпорядженням Кабінету Міністрів України № 725-р «Про визначення адміністративних центрів та затвердження територій територіальних громад Харківської області», увійшло до складу Валківської міської громади.
19 липня 2020 року, в результаті адміністративно-територіальної реформи та ліквідації Валківського району, село увійшло до складу Богодухівського району.
22 червня 2023 року рішенням №230 Національної комісії зі стандартів державної мови віднесено до списку населених пунктів, які «можуть не відповідати лексичним нормам української мови», зокрема стосуватися «російської імперської чи колоніальної політики». Громаді рекомендовано обґрунтувати доцільність збереження поточної назви або запропонувати нову назву в установленому законодавством порядку.